# جيري تيريل
جيري تيريل (بالإنجليزية: Jerry Terrell)‏ هو لاعب كرة قاعدة أمريكي، ولد في 13 يوليو 1946 في واسيكا في الولايات المتحدة.

## وصلات خارجية
- جيري تيريل على موقعبيزبول رفرنس.كوم (الدوري الرئيسي) (الإنجليزية)
- جيري تيريل على موقعبيزبول رفرنس.كوم (الدوري الثانوي) (الإنجليزية)
- جيري تيريل على موقع جمعية أبحاث البيسبول الأمريكية (الإنجليزية)
- جيري تيريل على موقع مشجعي الرسوم البيانية (الإنجليزية)